# ATP World Tour Finals 2009
Les ATP World Tour Finals 2009, également appelés Masters 2009 dans le langage courant, sont la 40e édition du Masters de tennis masculin, qui réunit les huit meilleurs joueurs disponibles en fin de saison ATP en simple. Les huit meilleures équipes de double sont également réunies pour la 35e fois.
La compétition se déroule à l'O2 Arena de Londres.

## Simple

### Faits marquants
- La plupart des joueurs ont assuré leur présence relativement tôt : Rafael Nadal, Roger Federer, quadruple vainqueur de l'épreuve, Andy Murray, qui joue dans son pays, Novak Djokovic, tenant du titre, Juan Martín del Potro, en méforme l'an passé, Andy Roddick, à la recherche d'un premier titre, et Nikolay Davydenko, présent pour la 5e fois consécutive. L'Espagnol Fernando Verdasco, présent pour la première fois dans ce tournoi, vient compléter la liste des participants.
- Andy Roddick déclare forfait moins d'une semaine avant le début du tournoi. L'Américain, alors en quête de son premier titre en Masters, laisse sa place à Robin Söderling[1], laissant ainsi à Jo-Wilfried Tsonga la place de premier remplaçant.
- À la suite de sa victoire contre Andy Murray, le Suisse Roger Federer est enfin assuré de conserver sa place de no 1 mondial pour la cinquième année en six ans[2]. Il égalise ainsi Jimmy Connors et n'est plus qu'à une année du record de Pete Sampras.
- Nikolay Davydenko devient le premier Russe à remporter le titre[3], en battant les no 1, 2, 5 et 9 à l'ATP, parmi eux les vainqueurs des quatre tournois du Grand Chelem 2009 ; cette victoire lui permet de finir l'année à la 6e place.
- Fait plutôt rare, tous les joueurs ont perdu au moins 1 match de poule.
- Roger Federer, Juan Martín del Potro et Andy Murray étant à égalité de victoires/défaites et de sets gagnés ou perdus, sont départagés aux jeux averages, ce qui élimine Andy Murray pour un jeu de moins que Juan Martín del Potro, qui lui en a deux de moins que Roger Federer. Les officiels mettront plus d'une demi-heure pour annoncer quels seront les joueurs en 1/2 finale, créant une petite polémique[4].
- Del Potro sauve une balle de break à 3-3 dans le dernier set de son match contre Roger Federer et remporte finalement le set 6-3 et termine sa poule avec un ratio de 45-43 (51,14 %), s'il avait raté cette balle c'est Murray qui passait à sa place en 1/2 finale (en concluant par exemple à 6-4 le ratio de Murray aurait été de 44-43 (50,57 %) contre 45-44 (50,56 %) pour Del Potro soit 0, 01 %). Si Del Potro avait perdu le deuxième set 5-7 au lieu de 6-7 il aurait fini à égalité de jeu avec Murray, les deux joueurs aurait alors été départagés à la confrontation directe, ce qui qualifiait Murray.

### Participants
| Classement ATP Race | Classement ATP | Ordre de qualification | Rang Masters | Joueur                | Tour      |
| ------------------- | -------------- | ---------------------- | ------------ | --------------------- | --------- |
| 1                   | 1              | 2                      | 1            | Roger Federer         | 1/2       |
| 2                   | 2              | 1                      | 2            | Rafael Nadal          | RR        |
| 3                   | 3              | 4                      | 3            | Novak Djokovic        | RR        |
| 4                   | 4              | 3                      | 4            | Andy Murray           | RR        |
| 5                   | 5              | 5                      | 5            | Juan Martín del Potro | Finale    |
| 6                   | 6              | 6                      | forfait      | Andy Roddick          | -         |
| 7                   | 7              | 7                      | 6            | Nikolay Davydenko     | Vainqueur |
| 8                   | 8              | 8                      | 7            | Fernando Verdasco     | RR        |
| 9                   | 9              | 9                      | 8            | Robin Söderling       | 1/2       |
| 10                  | 10             | 10                     | remplaçant 1 | Jo-Wilfried Tsonga    | -         |
| ?                   | 24             | 11                     | remplaçant 2 | Ivan Ljubičić         | -         |

### Confrontations avant le Masters
| Joueur                | Federer | Nadal | Djokovic | Murray | del Potro | Davydenko | Verdasco | Söderling | % Victoires  |
| --------------------- | ------- | ----- | -------- | ------ | --------- | --------- | -------- | --------- | ------------ |
| Roger Federer         |         | 7-13  | 9-5      | 3-6    | 6-1       | 12-0      | 3-0      | 12-0      | 52-25 (67 %) |
| Rafael Nadal          | 13-7    |       | 14-6     | 7-2    | 4-3       | 4-3       | 9-0      | 3-1       | 54-22 (71 %) |
| Novak Djokovic        | 5-9     | 6-14  |          | 4-3    | 3-0       | 2-2       | 5-2      | 5-0       | 30-30 (50 %) |
| Andy Murray           | 6-3     | 2-7   | 3-4      |        | 4-1       | 5-4       | 7-1      | 2-1       | 29-21 (58 %) |
| Juan Martín del Potro | 1-6     | 3-4   | 0-3      | 1-4    |           | 1-2       | 0-0      | 1-1       | 7-20 (26 %)  |
| Nikolay Davydenko     | 0-12    | 3-4   | 2-2      | 4-5    | 2-1       |           | 6-1      | 3-6       | 20-31 (39 %) |
| Fernando Verdasco     | 0-3     | 0-9   | 2-5      | 1-7    | 0-0       | 1-6       |          | 1-4       | 5-34 (13 %)  |
| Robin Söderling       | 0-12    | 1-3   | 0-5      | 1-2    | 1-1       | 6-3       | 4-1      |           | 13-27 (32 %) |

### Phase de groupes

#### Groupe A
- Roger Federer (no 1)
- Andy Murray (no 4)
- Juan Martín del Potro (no 5)
- Fernando Verdasco (no 7)

Faits marquants
- Fernando Verdasco et Juan Martín del Potro sont les seuls joueurs du tournoi à s'affronter pour la première fois.
- À la suite de sa victoire contre Andy Murray, le Suisse Roger Federer est enfin assuré de conserver sa place de no 1 mondial pour la cinquième année en six ans.
- Fernando Verdasco est éliminé après son troisième match et sa défaite contre Andy Murray.
- Roger Federer, Juan Martín del Potro et Andy Murray étant à égalité de victoires/défaites et de sets gagnés ou perdus, sont départagés aux jeux averages, ce qui élimine Andy Murray pour un jeu de moins que Juan Martín del Potro, qui lui en a deux de moins que Roger Federer.

Résultats
| Jour              | Vainqueur             | Vaincu                | Score           | Durée  |
| ----------------- | --------------------- | --------------------- | --------------- | ------ |
| dim. 22 nov. 15 h | Andy Murray           | Juan Martín del Potro | 6-3, 3-6, 6-2   | 2 h 10 |
| dim. 22 nov. 21 h | Roger Federer         | Fernando Verdasco     | 4-6, 7-5, 6-1   | 1 h 59 |
| mar. 24 nov. 15 h | Juan Martín del Potro | Fernando Verdasco     | 6-4, 3-6, 7-61  | 2 h 20 |
| mar. 24 nov. 21 h | Roger Federer         | Andy Murray           | 3-6, 6-3, 6-1   | 1 h 57 |
| jeu. 26 nov. 15 h | Andy Murray           | Fernando Verdasco     | 6-4, 64-7, 7-63 | 3 h 00 |
| jeu. 26 nov. 21 h | Juan Martín del Potro | Roger Federer         | 6-2, 65-7, 6-3  | 2 h 06 |

Classement
| Rang poule | Rang Masters | Rang mondial | Joueur                | Matchs G - P | Sets G - P | Jeux G - P |
| ---------- | ------------ | ------------ | --------------------- | ------------ | ---------- | ---------- |
| 1.         | 1.           | 1.           | Roger Federer         | 2-1 (+1)     | 5-4 (+1)   | 44-40 (+4) |
| 2.         | 5.           | 5.           | Juan Martín del Potro | 2-1 (+1)     | 5-4 (+1)   | 45-43 (+2) |
| 3.         | 4.           | 4.           | Andy Murray           | 2-1 (+1)     | 5-4 (+1)   | 44-43 (+1) |
| 4.         | 7.           | 8.           | Fernando Verdasco     | 0-3 (-3)     | 3-6 (-3)   | 45-52 (-7) |

#### Groupe B
- Rafael Nadal (no 2)
- Novak Djokovic (no 3)
- Nikolay Davydenko (no 6)
- Robin Söderling (no 8)

Faits marquants
- Robin Söderling bat pour la première fois Novak Djokovic dans leur 6e confrontation, et se qualifie dès son deuxième match pour les demi-finales des Masters pour sa première participation.
- Rafael Nadal est éliminé dès son deuxième match de poule.
- Nikolay Davydenko est qualifié après le dernier match de sa poule et élimine Novak Djokovic, tenant du titre, au set average.

Résultats
| Jour              | Vainqueur         | Vaincu            | Score          | Durée  |
| ----------------- | ----------------- | ----------------- | -------------- | ------ |
| lun. 23 nov. 15 h | Robin Söderling   | Rafael Nadal      | 6-4, 6-4       | 1 h 38 |
| lun. 23 nov. 21 h | Novak Djokovic    | Nikolay Davydenko | 3-6, 6-4, 7-5  | 2 h 51 |
| mer. 25 nov. 15 h | Robin Söderling   | Novak Djokovic    | 7-65, 6-1      | 1 h 35 |
| mer. 25 nov. 21 h | Nikolay Davydenko | Rafael Nadal      | 6-1, 7-64      | 1 h 48 |
| ven. 27 nov. 15 h | Novak Djokovic    | Rafael Nadal      | 7-65, 6-3      | 1 h 58 |
| ven. 27 nov. 21 h | Nikolay Davydenko | Robin Söderling   | 7-64, 4-6, 6-3 | 2 h 04 |

Classement
| Rang poule | Rang Masters | Rang mondial | Joueur            | Matchs G - P | Sets G - P | Jeux G - P  |
| ---------- | ------------ | ------------ | ----------------- | ------------ | ---------- | ----------- |
| 1.         | 8.           | 9.           | Robin Söderling   | 2-1 (+1)     | 5-2 (+3)   | 40-32 (+8)  |
| 2.         | 6.           | 7.           | Nikolay Davydenko | 2-1 (+1)     | 5-3 (+2)   | 45-38 (+7)  |
| 3.         | 3.           | 3.           | Novak Djokovic    | 2-1 (+1)     | 4-3 (+1)   | 36-37 (-1)  |
| 4.         | 2.           | 2.           | Rafael Nadal      | 0-3 (-3)     | 0-6 (-6)   | 24-38 (-14) |

### Phase finale

#### Faits marquants
- Roger Federer ne parvient pas en finale de Masters Cup pour la deuxième année consécutive.
- À la suite de sa victoire face au Suisse Roger Federer, le Russe Nikolay Davydenko dispute la finale des Masters pour la deuxième année consécutive. À noter que c'est la première fois en treize confrontations que Nikolay Davydenko parvient à se défaire de Roger Federer.
- Qualifié pour sa deuxième finale majeure de l'année après sa victoire à l'US Open, l'Argentin Juan Martín del Potro pouvait prendre la place de no 4 mondial en dépassant l'Écossais Andy Murray s'il s'imposait face à Davydenko.
- Nikolay Davydenko remporte la Masters Cup face à l'Argentin Juan Martín del Potro, après son échec en finale l'année précédente[3].

#### Tableau
|  |                                  |                                  |            |            |            |                   |                  |                       |        |        |        |        |
|  | 1/2 finale                       | 1/2 finale                       | 1/2 finale | 1/2 finale | 1/2 finale |                   |                  | Finale                | Finale | Finale | Finale | Finale |
|  | 28 novembre 2009 à 15 h 15 UTC+1 | 28 novembre 2009 à 15 h 15 UTC+1 | 1 h 56     | 1 h 56     | 1 h 56     |                   |                  |                       |        |        |        |        |
|  | 28 novembre 2009 à 15 h 15 UTC+1 | 28 novembre 2009 à 15 h 15 UTC+1 | 1 h 56     | 1 h 56     | 1 h 56     |                   |                  |                       |        |        |        |        |
|  | Roger Federer                    | (1)                              | 2          | 6          | 5          |                   |                  |                       |        |        |        |        |
|  | Roger Federer                    | (1)                              | 2          | 6          | 5          | 29 novembre 2009  | 29 novembre 2009 | 1 h 23                | 1 h 23 | 1 h 23 |        |        |
|  | Nikolay Davydenko                | (6)                              | 6          | 4          | 7          | 29 novembre 2009  | 29 novembre 2009 | 1 h 23                | 1 h 23 | 1 h 23 |        |        |
|  | Nikolay Davydenko                | (6)                              | 6          | 4          | 7          | Nikolay Davydenko | (6)              | 6                     | 6      |        |        |        |
|  | 28 novembre 2009 à 21 h 45 UTC+1 | 28 novembre 2009 à 21 h 45 UTC+1 | 2 h 11     | 2 h 11     | 2 h 11     | Nikolay Davydenko | (6)              | 6                     | 6      |        |        |        |
|  | 28 novembre 2009 à 21 h 45 UTC+1 | 28 novembre 2009 à 21 h 45 UTC+1 | 2 h 11     | 2 h 11     | 2 h 11     |                   |                  | Juan Martín del Potro | (5)    | 3      | 4      |        |
|  | Robin Söderling                  | (8)                              | 7          | 3          | 63         |                   |                  | Juan Martín del Potro | (5)    | 3      | 4      |        |
|  | Robin Söderling                  | (8)                              | 7          | 3          | 63         |                   |                  |                       |        |        |        |        |
|  | Juan Martín del Potro            | (5)                              | 61         | 6          | 7          |                   |                  |                       |        |        |        |        |
|  | Juan Martín del Potro            | (5)                              | 61         | 6          | 7          |                   |                  |                       |        |        |        |        |

### Classement final
| Résultat | Résultat       | Rang Masters | Rang mondial | Joueur                | Matchs G - P | Sets G - P | Jeux G - P  | Points gagnés | Nouveau rang |
| -------- | -------------- | ------------ | ------------ | --------------------- | ------------ | ---------- | ----------- | ------------- | ------------ |
| 1        | Vainqueur      | 6.           | 7.           | Nikolay Davydenko     | 4-1 (+3)     | 9-4 (+5)   | 74-58 (+16) | 1300          | 6 (+1)       |
| 2        | Finaliste      | 5.           | 5.           | Juan Martín del Potro | 3-2 (+1)     | 7-7 (0)    | 71-71 (0)   | 800           | 5 (0)        |
| 3        | Demi-finaliste | 8.           | 9.           | Robin Söderling       | 2-2 (0)      | 6-4 (+2)   | 56-51 (+5)  | 400           | 8 (+1)       |
| 4        | Demi-finaliste | 1.           | 1.           | Roger Federer         | 2-2 (0)      | 6-6 (0)    | 57-57 (0)   | 400           | 1 (0)        |
| 5        | Poule          | 4.           | 4.           | Andy Murray           | 2-1 (+1)     | 5-4 (+1)   | 44-43 (+1)  | 400           | 4 (0)        |
| 6        | Poule          | 3.           | 3.           | Novak Djokovic        | 2-1 (+1)     | 4-3 (+1)   | 36-37 (-1)  | 400           | 3 (0)        |
| 7        | Poule          | 7.           | 8.           | Fernando Verdasco     | 0-3 (-3)     | 3-6 (-3)   | 45-52 (-7)  | 0             | 9 (-1)       |
| 8        | Poule          | 2.           | 2.           | Rafael Nadal          | 0-3 (-3)     | 0-6 (-6)   | 24-38 (-14) | 0             | 2 (0)        |

Barème points ATP : 200 pour chaque victoire de poule, 400 pour la victoire en 1/2 finale, 500 pour la victoire en finale.

## Double

### Participants
| Classement ATP Race | Classement ATP | Ordre de qualification | Classement Masters | Équipe                               |
| ------------------- | -------------- | ---------------------- | ------------------ | ------------------------------------ |
| 1                   | 2              | 1                      | 1                  | Bob Bryan Mike Bryan                 |
| 2                   | 1              | 1                      | 2                  | Daniel Nestor Nenad Zimonjić         |
| 3                   | 3              | 3                      | 3                  | Mahesh Bhupathi Mark Knowles         |
| 4                   | 4              | 3                      | 4                  | Lukáš Dlouhý Leander Paes            |
| 5                   | 7              | 6                      | 5                  | František Čermák Michal Mertiňák     |
| 6                   | 5              | 5                      | 6                  | Łukasz Kubot Oliver Marach           |
| 7                   | 6              | 7                      | 7                  | Max Mirnyi Andy Ram                  |
| 8                   | 9              | 8                      | 8                  | Mariusz Fyrstenberg Marcin Matkowski |

### Phase de groupes

#### Groupe A
- Daniel Nestor /  Nenad Zimonjić (no 2)
- Mahesh Bhupathi /  Mark Knowles (no 3)
- František Čermák /  Michal Mertiňák (no 5)
- Mariusz Fyrstenberg /  Marcin Matkowski (no 8)

Résultats
| Vainqueurs                           | Vaincus                              | Score            |
| Mariusz Fyrstenberg Marcin Matkowski | Daniel Nestor Nenad Zimonjić         | 6-4, 6-4         |
| Mahesh Bhupathi Mark Knowles         | František Čermák Michal Mertiňák     | 6-3, 6-3         |
| František Čermák Michal Mertiňák     | Daniel Nestor Nenad Zimonjić         | 6-3, 6-4         |
| Mahesh Bhupathi Mark Knowles         | Mariusz Fyrstenberg Marcin Matkowski | 3-6, 6-3, [10-7] |
| František Čermák Michal Mertiňák     | Mariusz Fyrstenberg Marcin Matkowski | 6-4, 6-4         |
| Daniel Nestor Nenad Zimonjić         | Mahesh Bhupathi Mark Knowles         | 6-4, 7-69        |

Classement
| #  | Rang | Équipe                               | Matchs G - P | Sets G - P | Jeux G - P |
| -- | ---- | ------------------------------------ | ------------ | ---------- | ---------- |
| 1. | 3.   | Mahesh Bhupathi Mark Knowles         | 2-1 (+1)     | 4-3 (+1)   | 32-28 (+4) |
| 2. | 5.   | František Čermák Michal Mertiňák     | 2-1 (+1)     | 4-2 (+2)   | 30-27 (+3) |
| 3. | 8.   | Mariusz Fyrstenberg Marcin Matkowski | 1-2 (-1)     | 3-4 (-1)   | 29-30 (-1) |
| 4. | 2.   | Daniel Nestor Nenad Zimonjić         | 1-2 (-1)     | 2-4 (-2)   | 28-34 (-4) |

#### Groupe B
- Bob Bryan /  Mike Bryan (no 2)
- Lukáš Dlouhý /  Leander Paes (no 4)
- Łukasz Kubot /  Oliver Marach (no 6)
- Max Mirnyi /  Andy Ram (no 7)

Résultats
| Vainqueurs                 | Vaincus                    | Score             |
| Max Mirnyi Andy Ram        | Bob Bryan Mike Bryan       | 6-4, 6-4          |
| Łukasz Kubot Oliver Marach | Lukáš Dlouhý Leander Paes  | 6-4, 7-63         |
| Łukasz Kubot Oliver Marach | Max Mirnyi Andy Ram        | 4-6, 6-4, [16-14] |
| Bob Bryan Mike Bryan       | Lukáš Dlouhý Leander Paes  | 6-3, 6-4          |
| Bob Bryan Mike Bryan       | Łukasz Kubot Oliver Marach | 6-3, 6-4          |
| Max Mirnyi Andy Ram        | Lukáš Dlouhý Leander Paes  | 7-61, 6-4         |

Classement
| #  | Rang | Équipe                     | Matchs G - P | Sets G - P | Jeux G - P  |
| -- | ---- | -------------------------- | ------------ | ---------- | ----------- |
| 1. | 7.   | Max Mirnyi Andy Ram        | 2-1 (+1)     | 5-2 (+3)   | 35-28 (+7)  |
| 2. | 1.   | Bob Bryan Mike Bryan       | 2-1 (+1)     | 4-2 (+2)   | 32-26 (+6)  |
| 3. | 6.   | Łukasz Kubot Oliver Marach | 2-1 (+1)     | 4-3 (+1)   | 31-32 (-1)  |
| 4. | 4.   | Lukáš Dlouhý Leander Paes  | 0-3 (-3)     | 0-6 (-6)   | 27-38 (-11) |

### Phase finale
|  |                                  |                  |                     |            |                      |     |   |        |        |        |        |        |
|  | 1/2 finale                       | 1/2 finale       | 1/2 finale          | 1/2 finale | 1/2 finale           |     |   | Finale | Finale | Finale | Finale | Finale |
|  | 28 novembre 2009                 | 28 novembre 2009 | 1 h 04              | 1 h 04     | 1 h 04               |     |   |        |        |        |        |        |
|  | 28 novembre 2009                 | 28 novembre 2009 | 1 h 04              | 1 h 04     | 1 h 04               |     |   |        |        |        |        |        |
|  | Mahesh Bhupathi Mark Knowles     | (3)              | 4                   | 4          |                      |     |   |        |        |        |        |        |
|  | Mahesh Bhupathi Mark Knowles     | (3)              | 4                   | 4          | 29 novembre 2009     |     |   |        |        |        |        |        |
|  | Bob Bryan Mike Bryan             | (2)              | 6                   | 6          |                      |     |   |        |        |        |        |        |
|  | Bob Bryan Mike Bryan             | (2)              | 6                   | 6          | Bob Bryan Mike Bryan | (2) | 7 | 6      |        |        |        |        |
|  | 28 novembre 2009                 |                  |                     |            | Bob Bryan Mike Bryan | (2) | 7 | 6      |        |        |        |        |
|  |                                  |                  | Max Mirnyi Andy Ram | (7)        | 65                   | 3   |   |        |        |        |        |        |
|  | František Čermák Michal Mertiňák | (5)              | Max Mirnyi Andy Ram | (7)        | 65                   | 3   | 4 | 64     |        |        |        |        |
|  | František Čermák Michal Mertiňák | (5)              |                     |            |                      |     | 4 | 64     |        |        |        |        |
|  | Max Mirnyi Andy Ram              | (7)              | 6                   | 7          |                      |     |   |        |        |        |        |        |
|  | Max Mirnyi Andy Ram              | (7)              | 6                   | 7          |                      |     |   |        |        |        |        |        |